# Tuyên bố chung
Thông cáo chung được ký giữa chính quyền Việt Nam Cộng hòa với Phật giáo sau biến cố Phật giáo, 1963.
Theo chỉ đạo của Tổng thống Ngô Đình Diệm, chính quyền đề nghị Ủy ban Liên Phái và Ủy ban Liên Bộ đàm phán để giải quyết những nguyện vọng của Phật giáo. Phái đoàn Ủy ban Liên Bộ do Phó Tổng thống Nguyễn Ngọc Thơ làm trưởng đoàn và phái đoàn Ủy ban Liên Phái do thiền sư Thiện Minh làm trưởng đoàn họp từ ngày 14/6/1963 đến 2 giờ sáng ngày 16/6/1963. Sau 30 giờ làm việc, hai phái đoàn ra bản Thông cáo chung với sự chấp thuận của Chủ tịch Tổng Hội Phật giáo Việt Nam thiền sư Tịnh Khiết và Tổng thống Ngô Đình Diệm.

## Nội dung bản Thông cáo chung
1. Về quy định thể thức treo cờ quốc gia và cờ Phật giáo: được phép treo cờ Phật giáo nơi công cộng nhưng phải kèm theo cờ quốc gia. Khi treo hai cờ chung với nhau, cờ Phật giáo phải treo bên trái và bằng 2/3 cờ quốc gia. Trong chùa và tư gia được phép chỉ treo cờ Phật giáo.
2. Về dụ số 10: sẽ tách các tôn giáo ra khỏi dụ số 10. các tôn giáo sẽ được điều chỉnh bởi một đạo luật do Quốc hội thông qua cuối năm 1963 hoặc đầu năm 1964. Trong khi chờ đạo luật này ban hành, chính quyền sẽ không áp dụng khắt khe dụ số 10, ngược lại Phật giáo cũng tránh vi phạm pháp luật.
3. Về việc bắt bớ và giam giữ tín đồ Phật giáo: Chính phủ thành lập Ban điều tra để xem xét tất cả các đơn khiếu nại của Phật giáo. Những ai liên quan đến cuộc đấu tranh của Phật giáo sẽ được phóng thích. Chính phủ sẽ ban hành lệnh sửa sai để các cấp thực hiện.
4. Về tự do truyền đạo và hành giáo: những sinh hoạt tôn giáo thuần túy và thường xuyên không diễn ra nơi công cộng không cần xin phép, các sinh hoạt nơi công cộng phải xin phép. Tạo điều kiện thuận lợi cho Phật giáo xây cất chùa.
5. Về trách nhiệm và trợ giúp của chính phủ: các cán bộ có trách nhiệm trong sự kiện Phật đản ngày 8/5/1963 sẽ bị trừng phạt nghiêm khắc nếu thật sự họ có lỗi. Các gia đình nạn nhân ở Huế đã được chính phủ trợ giúp kịp thời và có thể được trợ giúp thêm.